# Lista över städer i Bihar
Lista över de 32 största städerna i indiska delstaten Bihar, i storleksordning efter folkmängden 2001
1. Patna 1 376 950
2. Gaya 383 197
3. Bhagalpur 340 349
4. Muzaffarpur 305 465
5. Darbhanga 266 834
6. Bihar 231 972
7. Ara 203 395
8. Munger 187 311
9. Chhapra 178 835
10. Katihar 175 169
11. Purnea 171 235
12. Sasaram 131 042
13. Dinapur 130 339
14. Saharsa 124 015
15. Hajipur 119 276
16. Dehri 119 007
17. Bettiah 116 692
18. Siwan 108 172
19. Motihari 101 506
20. Jamalpur 96 659
21. Begusarai 93 378
22. Bagaha 91 383
23. Kishanganj 85 494
24. Buxar 82 975
25. Nawada 82 291
26. Jehanabad 81 723
27. Aurangabad 79 351
28. Lakhisarai 77 840
29. Jamui 66 752
30. Madhubani 66 285
31. Araria 60 594
32. Baruni 60 685 (1991)